# Schwedische Volleyballnationalmannschaft der Frauen
Die schwedische Volleyballnationalmannschaft der Frauen ist eine Auswahl der besten schwedischen Spielerinnen, die den Svenska Volleybollförbundet bei internationalen Turnieren und Länderspielen repräsentiert.

## Geschichte
Die Schwedinnen erreichten bei den Volleyball-Europameisterschaften 1967 und 1971 jeweils den 15. Platz. 1983 wurden sie Zwölfter. Die schwedischen Frauen konnten sich noch nie für Volleyball-Weltmeisterschaften oder Olympische Spiele qualifizieren. Auch der World Cup und der World Grand Prix fanden bisher ohne schwedische Beteiligung statt.